# جیمز بای (بازیکن فوتبال)
جیمز بای (انگلیسی: James Bye; ۱۱ فوریهٔ ۱۹۲۰ – ژوئن ۱۹۹۵) بازیکن فوتبال اهل بریتانیا بود.
از باشگاه‌هایی که در آن بازی کرده‌است می‌توان به باشگاه فوتبال بیرمنگام سیتی اشاره کرد.